# Jochen Sattler
Jochen Sattler (* 1956) ist ein deutscher Journalist, Fernsehmoderator und Medientrainer.

## Leben und Wirken
Sattler absolvierte ein Studium für Pädagogik, Psychologie und Germanistik in Frankfurt am Main. Er war Moderator bei Radio Arabella und Radio Gong 96,3 in München und absolvierte ein Volontariat in einer PR-Agentur.
Seit dem 19. März 2001 war er Anchorman der 18.30 – Sat.1 Nachrichten sowie der Spätnachrichtensendung die nacht. Seine Moderationstätigkeit bei Sat.1 beendete Jochen Sattler im August 2004, als die Hauptnachrichtensendung um 18:30 Uhr zu den Sat.1 News umbenannt wurde.
Ab September 2004 war er Moderator der Abendnachrichten bei N24. Ab dem 5. November 2004 war er Moderator der 30-minütigen Sendung Der Aktionär TV, die die Börsenwoche und den Aktienmarkt betrachtete. Außerdem präsentierte er auf tm3 das Magazin Reiselust und ist beim Sportsender DSF, heute Sport1, tätig, wo er die Sendungen Sport Report und NewsCenter moderierte.
Als Reporter für das Web-Radio R4H (Radio for Health), berichtete Jochen Sattler 2012 von den Paralympics in London.
Zudem arbeitet Jochen Sattler als Producer in der TV-Branche.
Seit 2004 betreibt Jochen Sattler die Moderatorenschule München -Zentrum für Kommunikations- und Medientraining (München, Berlin, Wien, Zürich). Er zählt zu den führenden Medientrainern, professionellen Kommunikations‐Coaches und Speakers im deutschsprachigen Raum. Jochen Sattler schult Leistungs‐ und Entscheidungsträger aus Unternehmen, Politik, Sport, Wirtschaft und Verbänden und bildet Moderatoren aus, leitet zudem Managertrainings in den Bergen und bei Segeltörns, hält Vorträge und Seminare.
Sattler veröffentlichte das Buch Achtung Auftritt – Handbuch Medientraining.